# Raión de Shatsk (Ucrania)
Shatsk (en ucraniano: Шацький район) fue un raión o distrito de Ucrania en el óblast de Volinia entre 1993 y 2020. En la reforma territorial de 2020, su territorio fue incluido en el raión de Kóvel.
Comprendía una superficie de 759 km².
La capital era el asentamiento de tipo urbano de Shatsk.

## Subdivisiones
Desde la reforma de 2015, el raión comprende el asentamiento de tipo urbano de Shatsk y seis consejos rurales: Hrábove, Pishcha, Pulmó, Pulémets, Rostan y Svítiaz.

## Demografía
Según estimación 2010 contaba con una población total de 17127 habitantes.

## Otros datos
El código KOATUU es 725700000. El código postal 44000 y el prefijo telefónico +380 3355.